# Notozomus curiosus
Espèce
Notozomus curiosus est une espèce de schizomides de la famille des Hubbardiidae.

## Distribution
Cette espèce est endémique du Queensland en Australie,. Elle se rencontre vers Mission Beach.

## Description
Le mâle holotype mesure 3,95 mm.

## Publication originale
- Harvey, 2000 : A review of the Australian schizomid genus Notozomus (Hubbardiidae). Memoirs of the Queensland Museum, vol. 46, no 1, p. 161-174 (texte intégral).